# Richard Thorpe
Richard Thorpe (* 24. Februar 1896 in Hutchinson, Kansas; † 1. Mai 1991 in Palm Springs, Kalifornien) war ein US-amerikanischer Filmregisseur.

## Leben
Thorpe begann vor seiner Hollywood-Karriere als Regisseur von Vaudeville-Shows und Theaterstücken. 1923 begann er Filme zu drehen, darunter vor allem Low-Budget-Komödien und Western. Im Studiosystem Hollywoods der 1930er Jahre war er ein beliebter Regisseur von MGM, da er stets unter dem finanziellen Budget seine Filme abdrehte. Dadurch hing ihm der zweifelhafte Ruhm nach, dass er jede Szene nur einmal drehe, was ihm den spöttischen Beinamen „Mr. One Take“ einbrachte. Er schaffte zwar nie den großen Durchbruch, doch drehte er in einer Karriere von über 40 Jahren 185 Filme.
Als seine besten Filme gelten Ivanhoe – Der schwarze Ritter und Der Gefangene von Zenda, beides Klassiker des Abenteuerfilms, wobei letzterer jedoch eine 1:1-Neuverfilmung des Films von John Cromwell aus dem Jahr 1937 war. Dafür soll er, so behauptete später David O. Selznick, der Produzent der Cromwell-Fassung, sich eine Moviola mit der 1937er-Verfilmung ins Atelier gestellt und Szene für Szene genau nachgedreht haben. Für einen Oscar wurde er nie nominiert, doch war er stets ein Garant für solide Arbeit und gute Kinounterhaltung. Sein Sohn Jerry Thorpe wurde ebenfalls ein bekannter Filmregisseur.

## Filmografie

### Stummfilme
- 1923: The Fatal Photo
- 1924: Rough Ridin’
- 1924: Rarin’ to Go
- 1924: Battling Buddy
- 1924: Fast and Fearless
- 1924: Walloping Wallace
- 1924: Hard Hittin’ Hamilton
- 1924: Rip Roarin’ Roberts
- 1924: Bringin’ Home the Bacon
- 1924: Thundering Romance
- 1925: Ridin’ Rivals
- 1925: Gold and Grit
- 1925: Full Speed
- 1925: Fast Fightin’
- 1925: On the Go
- 1925: Quicker’n Lightnin’
- 1925: Tearin’ Loose
- 1925: The Desert Demon
- 1925: Saddle Cyclone
- 1925: Galloping On
- 1925: A Streak of Luck
- 1926: The Last Card
- 1926: The Roaring Rider
- 1926: Trumpin’ Trouble
- 1926: The Fighting Cheat
- 1926: Coming an’ Going
- 1926: The Twin Triggers
- 1926: Deuce High
- 1926: Easy Going
- 1926: Rawhide
- 1926: Speedy Spurs
- 1926: Double Daring
- 1926: The Dangerous Dub
- 1926: Twisted Triggers
- 1926: The Bonanza Buckaroo
- 1926: College Days
- 1926: Josselyn’s Wife
- 1926: The Bandit Buster
- 1927: The First Night
- 1927: The Cyclone Cowboy
- 1927: Between Dangers
- 1927: The Galloping Gobs
- 1927: Tearin’ Into Trouble
- 1927: The Ridin’ Rowdy
- 1927: The Meddlin’ Stranger
- 1927: Pals in Peril
- 1927: Skedaddle Gold
- 1927: White Pebbles
- 1927: The Interferin’ Gent
- 1927: The Soda Water Cowboy
- 1927: Ride ’em High
- 1927: The Obligin’ Buckaroo
- 1927: Roarin’ Broncs
- 1927: The Desert of the Lost
- 1928: The Vanishing West
- 1928: The Ballyhoo Buster
- 1928: Desperate Courage
- 1928: The Cowboy Cavalier
- 1928: The Valley of Hunted Men
- 1928: Double Action Daniels
- 1928: Vultures of the Sea
- 1928: Saddle Mates
- 1928: Flyin’ Buckaroo
- 1929: The Fatal Warning

### Tonfilme
- 1929: Junggesellin aus Leidenschaft (The Bachelor Girl)
- 1929: Border Romance
- 1929: The King of the Kongo
- 1930: The Lone Defender
- 1930: The Dude Wrangler
- 1930: Wings of Adventure
- 1930: The Thoroughbred
- 1930: Under Montana Skies
- 1930: The Utah Kid
- 1931: King of the Wild
- 1931: The Lawless Woman
- 1931: Sky Spider
- 1931: The Lady From Nowhere
- 1931: Wild Horse
- 1931: Grief Street
- 1931: Neck and Neck
- 1931: Forgotten Women
- 1931: The Devil Plays
- 1932: Cross Examination
- 1932: Murder at Dawn
- 1932: Probation
- 1932: Escapade
- 1932: The Midnight Lady
- 1932: Forbidden Company
- 1932: Beauty Parlor
- 1932: Thrill of Youth
- 1932: The King Murder
- 1932: Slightly Married
- 1932: Women Won’t Tell
- 1932: Secrets of Wu Sin
- 1933: Forgotten
- 1933: Love Is Dangerous
- 1933: I Have Lived
- 1933: Strange People
- 1933: Notorious But Nice
- 1933: A Man of Sentiment
- 1933: Murder on the Campus
- 1933: Rainbow Over Broadway
- 1934: The Quitter
- 1934: Stolen Sweets
- 1934: City Park
- 1934: Green Eyes
- 1934: Cheating Cheaters
- 1934: Secret of the Chateau
- 1935: Strange Wives
- 1935: Sturm in der Südsee (Last of the Pagans)
- 1936: The Voice of Bugle Ann
- 1936: Tarzans Rache (Tarzan Escapes)
- 1937: Dangerous Number
- 1937: Night Must Fall
- 1937: Lest We Forget (Kurzfilm)
- 1937: Irren ist menschlich (Double Wedding)
- 1938: Man-Proof
- 1938: Love Is a Headache
- 1938: The First Hundred Years
- 1938: The Toy Wife
- 1938: Schnelle Fäuste (The Crowd Roars)
- 1938: Three Loves Has Nancy
- 1939: Die Abenteuer des Huckleberry Finn (The Adventures of Huckleberry Finn)
- 1939: Tarzan und sein Sohn (Tarzan Finds a Son)
- 1940: The Earl of Chicago
- 1940: 20 Mule Team
- 1940: Wyoming
- 1941: The Bad Man
- 1941: Barnacle Bill
- 1941: Tarzans geheimer Schatz (Tarzan’s Secret Treasure)
- 1942: Joe Smith, American
- 1942: Tarzans Abenteuer in New York (Tarzan’s New York Adventure)
- 1942: Apache Trail
- 1942: White Cargo
- 1943: Three Hearts for Julia
- 1943: Gefährliche Flitterwochen (Above Suspicion)
- 1943: Cry ‘Havoc’
- 1944: Mein Schatz ist ein Matrose (Two Girls and a Sailor)
- 1945: Der dünne Mann kehrt heim (The Thin Man Goes Home)
- 1945: Flitterwochen zu dritt (Thrill of a Romance)
- 1945: Her Highness and the Bellboy
- 1945: What Next, Corporal Hargrove?
- 1947: Mexikanische Nächte (Fiesta)
- 1947: Bezaubernde Lippen (This Time for Keeps)
- 1948: Auf einer Insel mit dir (On an Island with You)
- 1948: Wirbel um Judy (A Date with Judy)
- 1949: The Sun Comes Up
- 1949: Big Jack
- 1949: Lassie in Not (Challenge to Lassie)
- 1949: Malaya
- 1950: Blutrache in New York (Black Hand)
- 1950: Drei kleine Worte (Three Little Words)
- 1951: Tal der Rache (Vengeance Valley)
- 1951: Der große Caruso (The Great Caruso)
- 1951: Anwalt des Verbrechens (The Unknown Man)
- 1951: It’s a Big Country: An American Anthology
- 1952: Stärker als Ketten (Carbine Williams)
- 1952: Ivanhoe – Der schwarze Ritter (Ivanhoe)
- 1952: Im Schatten der Krone (The Prisoner of Zenda)
- 1953: Ein verwöhntes Biest (The Girl Who Had Everything)
- 1953: Die schwarze Perle (All the Brothers Were Valiant)
- 1953: Die Ritter der Tafelrunde (Knights of the Round Table)
- 1954: Alt Heidelberg (The Student Prince)
- 1954: Athena
- 1955: Tempel der Versuchung (The Prodigal)
- 1955: Nachts auf den Boulevards (Bedevilled)
- 1955: Liebe, Tod und Teufel (The Adventures of Quentin Durwand)
- 1957: 10.000 Schlafzimmer (Ten Thousend Bedrooms)
- 1957: Luftfracht Opium (Tip on a Dead Jockey)
- 1957: Rhythmus hinter Gittern (Jailhouse Rock)
- 1959: Das Haus der sieben Falken (The House of the Seven Hawks)
- 1959: Rivalen unter heißer Sonne (Killers of Kilimanjaro)
- 1961: Die Heiratsmaschine (The Honeymoon Machine)
- 1961: Die Tataren (I Tatari)
- 1962: Ein Leutnant und ein Bett (The Horizontal Lieutenant)
- 1962: Das war der Wilde Westen (How the West Was Won)
- 1963: Mein Schiff fährt zu dir (Follow the Boys)
- 1963: Acapulco (Fun in Acapulco)
- 1964: Das goldene Haupt (The Golden Head)
- 1965: The Truth About Spring
- 1965: Das Schlafzimmer ist nebenan (That Funny Feeling)
- 1967: Erpressung durch Scorpio (The Scorpio Letters) (TV-Film)
- 1967: Duell der Gringos (The Last Challenge)

## Auszeichnung
- Stern auf dem Hollywood Walk of Fame (6101 Hollywood Blvd.)